# 2010年冬季残疾人奥林匹克运动会意大利代表团
2010年冬季残疾人奥林匹克运动会意大利代表团是意大利派出的2010年冬季残疾人奥林匹克运动会代表团。获得1枚金牌、3枚银牌和3枚铜牌。